# 黒川浩助
黒川 浩助（くろかわ　こうすけ、1942年 - ）は、日本の太陽光発電の研究者。東京農工大学名誉教授。東京農工大学および東京工業大学で教鞭を執る傍ら、国のロードマップ策定等にも関わった。

## 経歴
1942年生まれ。1965年、早稲田大学第一理工学部電気工学科卒。1965年、通産省工業技術院電気試験所（旧・電子技術総合研究所、現・産業技術総合研究所）に入所、高圧直流送電、太陽エネルギーの研究等に従事。太陽熱発電の研究を手がけるかたわら、太陽光発電の研究に携わる同僚にも助力。以後30年間以上、太陽光発電の研究に従事。1996年東京農工大学工学部教授に転任、2004年同大学大学院共生科学技術研究院生存科学研究拠点教授。2008年より、東工大特任教授を兼務。2007年、再生可能エネルギー協議会を設立、以後代表を務める。2009年、日本の太陽光発電のロードマップ策定に際して委員長を務める。

## 受賞歴
- 1987年 電気学会学術振興著作賞[1]
- 1995年 日本エネルギー学会論文賞[1]
- 1995年 第43回電気科学技術奨励賞（オーム賞）[1]
- 1996年 PVSEC9論文賞[1]
- 2000年 世界再生可能エネルギーネットワーク特別賞[1]
- 2006年 PVSEC Award賞[1]

## 著書
- 太陽電池の時代、読売新聞社、1985年、ISBN 978-4643415902
- 太陽光発電システム設計ガイドブック、オーム社、1994年、ISBN 978-4274940651
- Energy from the Desert: Feasibility of Very Large Scale Photovoltaic(VLS-PV) Power Generation Systems、James & James社、2003年、ISBN 978-1844073634